# Лампху
Лампху, Ко Лампху (тайск. เกาะลำพู) — маленький остров на реке Тапи в 9 км от устья.
С городом Сураттхани остров связан мостом. Лампху — плоский остров, всего около 750 м в длину. На острове запрещено движение автомобилей, что делает его популярным среди любителей спокойного отдыха. Жители Сураттхани также на острове занимаются спортом.
Также на реке мимо острова на лодках проходят религиозные буддистские процессии.